# Die größte Schau der Welt
Die größte Schau der Welt (Originaltitel: The Greatest Show on Earth) ist ein US-amerikanischer, halbdokumentarischer Spielfilm aus dem Jahr 1952.

## Handlung
Ringling Brothers and Barnum & Bailey Circus ist das größte Zirkusunternehmen in den USA. Sie reisen mit ihrer Show „Die größte Schau der Welt“ von ihrem Winterquartier in Florida aus quer durch die Vereinigten Staaten.
Doch im Moment sind es schwierige Zeiten. Der Manager Brad Braden ist auf eine große Hauptattraktion angewiesen, um so von den Sponsoren die Genehmigung für eine volle Spielzeit zu erhalten. Er engagiert den Trapezkünstler „Der große Sebastian“. Gegen allerlei Bedenken, denn Sebastian ist nicht nur auf dem Hochseil, sondern auch bei den Frauen eine große Nummer und hat so dadurch schon bei manchem Zirkus unter der weiblichen Belegschaft großes Durcheinander angerichtet.
Der Zirkus bricht zur Tournee auf. Unter den Künstlern befindet sich auch der Clown Buttons, der sich auch in seiner Freizeit nie ohne Maske zeigt, und das, was beim Zirkus sonst niemand weiß, mit Grund: Buttons ist ein ehemaliger Arzt, der vor Jahren seiner eigenen, todkranken Frau illegale Sterbehilfe leistete und seitdem auf der Flucht vor der Polizei ist.
Die Tournee wird dank Sebastian ein Erfolg, doch dieser bleibt nicht nur in der Luft, sondern auch am Boden seinem Ruf nichts schuldig. Er umgarnt vor allem die junge Holly, ebenfalls Trapezkünstlerin und einst Brads Freundin, die sich für diese Saison selbst Hoffnung auf die Hauptmanege gemacht hatte, diese aber zu Gunsten Sebastians räumen musste. Zwischen den beiden entbrennt ein Konkurrenzkampf mit immer waghalsigeren Kunststücken. Dabei wird Sebastian eines Tages zu übermütig, stürzt schwer und fällt aus.
Außer diesem Verlust seiner Hauptattraktion macht Brad auch noch ein Konkurrent Sorgen, der ihm einen Ganoven auf den Hals schickt. Dieser macht dem Zirkus durch Betrug, Diebstahl und schließlich mit einem Überfall auf die Kasse zu schaffen. Durch letzteres kommt es auch zu einem schweren Zusammenstoß der beiden Transportzüge, wodurch eine große Menge des Materials vernichtet wird. Doch niemand lässt sich dadurch entmutigen, man errichtet zunächst eine provisorische Spielstätte und gibt gleich die nächsten Vorstellungen. Buttons wird von der Polizei gestellt, doch Sebastians Arm, der nach dem Sturz ohne Gefühl blieb, erholt sich wieder, und er kann wieder als Akrobat arbeiten.

## Hintergrund
Der Film gilt als der Zirkusfilm schlechthin. DeMille verfilmte die Show des damals größten Zirkus der Vereinigten Staaten. Dafür begleitete er vor den Dreharbeiten den Zirkus selbst bei einer Tournee. Im Film treten die tatsächlichen Künstler der Show auf. Die Story des Spielfilms ist eingebettet in eine Dokumentation des Zirkuslebens.
Bei einigen Szenen mit den Schauspielern, die während der Zirkusvorstellungen spielen, ist allerdings deutlich zu sehen, dass diese im Studio vor einer Rückprojektions-Leinwand aufgenommen wurden. James Stewart in der Rolle des Clown Buttons ist während des ganzen Films außer auf einer Fotografie, die der verfolgende Polizeibeamte in einer kurzen Szene vorzeigt, nur mit Clownsmaske zu sehen. In einer weiteren kurzen Szene sind Bing Crosby und Bob Hope, damals noch zwei Top-Stars der Paramount, unter den Zirkuszuschauern zu entdecken.
Einer der Bösewichte des Films, der von Lyle Bettger gespielte krankhaft eifersüchtige Elefantendompteur, der in der deutschen Fassung Carlo heißt, ist in der Originalfassung ein Deutscher mit Namen Klaus.

## Synchronisation
Die deutsche Synchronbearbeitung entstand 1952 in den Ateliers der Berliner Synchron. Das Dialogbuch verfasste Erika Streithorst, Synchronregie führte C. W. Burg. Die deutsche Erstaufführung war am 25. Dezember 1952.
| Rolle             | Darsteller       | Synchronsprecher       |
| ----------------- | ---------------- | ---------------------- |
| Holly             | Betty Hutton     | Gisela Trowe           |
| Sebastian         | Cornel Wilde     | Peter Mosbacher        |
| Brad Braden       | Charlton Heston  | Ernst Wilhelm Borchert |
| Phyllis           | Dorothy Lamour   | Friedel Schuster       |
| Angel             | Gloria Grahame   | Sigrid Lagemann        |
| Clown Buttons     | James Stewart    | Siegmar Schneider      |
| FBI-Agent Gregory | Henry Wilcoxon   | Martin Held            |
| Carlo             | Lyle Bettger     | Ernst Schröder         |
| Manegenmeister    | Robert S. Carson | Harry Giese            |
| Mr. Henderson     | Lawrence Tierney | Friedrich Joloff       |
| Reporter          | Brad Johnson     | Siegfried Schürenberg  |
| Harry             | John Kellogg     | Fritz Tillmann         |
| Zirkus-Arzt       | Frank Wilcox     | Kurt Waitzmann         |
| Erzähler          | Cecil B. DeMille | O. E. Hasse            |

## Kritiken
- „(…) atmosphärisch recht authentische, opulente Monumentalschau mit einem Großaufgebot an Superstars; spannend und bunt inszeniert.“ (Wertung: 3 von 4 möglichen Sternen = sehr gut) – Adolf Heinzlmeier und Berndt Schulz: Lexikon „Filme im Fernsehen“, 1990[3]

- „Hollywood-Zirkusfilm von verwirrender Vielfalt und erschöpfender Länge. (…) Für Kinder unter 14 nicht ratsam.“ – 6000 Filme, 1963[4]

- „Der als größter Zirkusfilm aller Zeiten angepriesene Monumentalfilm wurde mit dem größten Zirkusunternehmen der Welt gedreht. Die vielen artistischen Darbietungen hält eine sentimental-romantische Handlung zusammen, die durch die bewährten Motive Haß, Liebe, Eifersucht, Rivalität, Verbrechen, Edelmut, Tragik und Verzicht bestimmt wird.“ – Lexikon des internationalen Films[5]

## Auszeichnungen
Der Film gewann 1953 drei Golden Globe Awards in den Kategorien Bester Film (Drama), Beste Regie und Beste Kamera (Farbfilm). Er wurde bei der Oscarverleihung 1953 für fünf Oscars nominiert und gewann in den Kategorien Bester Film und Beste Originalgeschichte.

## Trivia
Das Zugunglück ist im teilweise autobiografischen Film Die Fabelmans von Steven Spielberg der Ausgangspunkt der Beschäftigung der Hauptperson mit der Welt des Films.